# Uma (jméno)
Uma je ženské rodné jméno hinduistické bohyně, více známé jako Párvatí. V Sánskrtu slovo uma může vzdáleně znamenat "klid", "nádhera", "sláva" a "noc".
Též to používají lidé v Kamerunu a Nigérii, kde toto jméno znamená "život" v jejich jazyku zvaném Tiv.

## Známí nositelé
- Uma Bharati, indická politička
- Uma Chowdhry, chemička
- Uma Krishnaswami, indická autorka
- Uma Narayan, indická sochařka
- Uma Thurman, americká herečka